# الأزمة الأوكرانية الروسية 2021–22

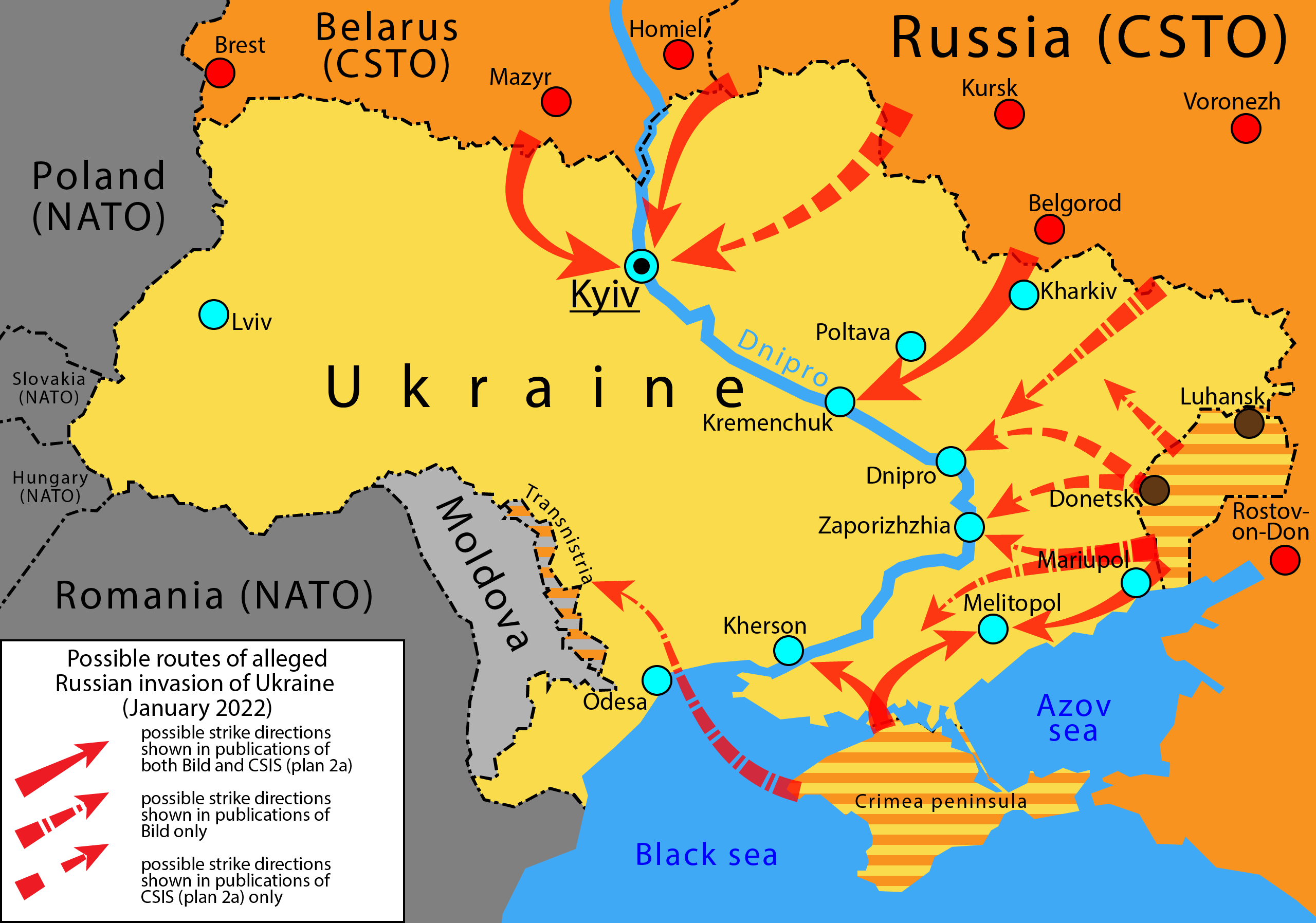
خريطةٌ توضّح خطتين روسيتين مزعومتين لغزو أوكرانيا نُشرتا بشكلٍ منفصلٍ بواسطة بيلد ومركز الدراسات الاستراتيجية والدولية.

الأزمة الأوكرانية الروسية 2021–2022 هي مواجهة عسكرية وأزمة دولية مستمرة بين روسيا وأوكرانيا بدأت في أواخر تشرين الأول/أكتوبر 2021. تسبّّبت الأزمة في توترٍ دوليٍّ شمل أيضًا الولايات المتحدة وحلف شمال الأطلسي والاتحاد الأوروبي ورابطة الدول المستقلة. زادت حدّة هذه الأزمة حينمَا حشدت روسيا في شهري آذار/مارس ونيسان/أبريل من العام 2021 حوالي 100.000 جندي ومعدات عسكرية بالقرب من حدودها مع أوكرانيا، وهو ما مثَّل أعلى تعبئة للقوة منذ ضمِّ روسيا لشبه جزيرة القرم في عام 2014. أدَّى كل هذا إلى اندلاع أزمة دولية وأثار مخاوف بشأن غزوٍ محتمَل. أظهرت صور الأقمار الصناعية على مدى أشهر تحركات للدروع والصواريخ والأسلحة الثقيلة الأخرى. سحب روسيا بعضًا من قواتها جزئيًا بحلولِ شهر حزيران/يونيو 2021 ثمّ تجددت الأزمة في تشرين الأول/أكتوبر وتشرين الثاني/نوفمبر من نفس العامِ عندما حُشد أكثر من 100.000 جندي روسي مرة أخرى بالقرب من الحدود الأوكرانيّة.
قدمت روسيا في كانون الأول/ديسمبر مشروعي معاهدتين تحتويان على طلبات لما أشارت إليه باسمِ «الضمانات الأمنيّة» بما في ذلك تعهد ملزم قانونًا بأن أوكرانيا لن تنضمَّ إلى منظمة حلف شمال الأطلسي وكذلك خفض عدد قوات الناتو والمعدات العسكرية المتمركزة في أوروبا الشرقية، وهدَّدت «برد عسكري غير محدد» إذا لم يتم تلبية هذه المطالب بالكامل. رفضت الولايات المتحدة وأعضاء آخرون في الناتو هذه الطلبات، وحذروا روسيا من زيادة العقوبات الاقتصادية عليها في حالة غزوها لأوكرانيا. عُقدت محادثات دبلوماسية ثنائية بين الولايات المتحدة وروسيا في كانون الثاني/يناير 2022، لكن تلك المحادثات فشلت في نزع فتيل الأزمة. وصفَ معلّقون الأزمة بأنها واحدة من أكثر الأزمات حدّة منذ الحرب الباردة.

## خلفيّة
بعد تفكّك الاتحاد السوفياتي في عام 1991، واصلت أوكرانيا وروسيا الاحتفاظ بعلاقات وثيقة. وافقت أوكرانيا عام 1994 على التخلي عن ترسانتها النووية ووقعت على مذكرة بودابست بشأن الضمانات الأمنية بشرطِ أن تُصدر روسيا والمملكة المتحدة والولايات المتحدة ضمانًا ضدّ استخدام القوة الذي يُهدّد السلامة الإقليمية أو الاستقلال السياسي للدولة الأوكرانيّة. كانت روسيا بعد خمس سنوات من توقيعِ مذكرة بودابست واحدةً من الموقّعين على ميثاق الأمن الأوروبي في قمّة إسطنبول (1999) حيثُ «أعادت التأكيد على الحقّ الطبيعي لكل دولة في أن تكون حرة في اختيار أو تغيير ترتيباتها الأمنية.»
على الرغم من كونها دولةً مستقلّةً مُعترفٌ بها منذ عام 1991، وباعتبارها جمهورية مُكوِّنة للاتحاد السوفييتي المنهَار، فقد نظرت القيادة الروسية إلى أوكرانيا على أنها جزء من مجال نفوذها، بل تحدث الرئيس الروسي فلاديمير بوتين عام 2008 علنًا وبشكلٍ صريحٍ ومباشرٍ ضد عضويّة أوكرانيا في الناتو. بحسبِ المحلّل الروماني يوليان تشيفو فقد اتبعت روسيا فيما يخصُّ الصراع مع أوكرانيا نسخةَ محدثةً من «عقيدة بريجنيف»، وهي العقيدةُ التي تنصُّ على أنَّ سيادة أوكرانيا لا يمكن أن تكون أكبر من سيادة الدول الأعضاء في حلف وارسو. إن وجهة النظر هذه مبنية على فرضيّة أن تصرفات روسيا لاسترضاء الغرب في أوائل التسعينيات كان يجبُ أن تُقَابل بالمثل من الغرب، وذبك دون توسّعِ الناتو على طول الحدود الروسية.
بعد أسابيعٍ من الاحتجاجات كجزء من حركة الميدان الأوروبي (2013-2014)، وقَّع الرئيس الأوكراني الموالي لروسيا فيكتور يانوكوفيتش وزعماء المعارضة البرلمانية الأوكرانية في 21 شباط/فبراير 2014 اتفاقيةَ تسويةٍ دعت إلى إجراء انتخابات مبكّرة. فرَّ يانوكوفيتش في اليوم التالي من كييف وذلك قُبيل التصويت على عزله وهو التصويت الذي جرَّدهُ من سلطاته كرئيس. مع ذلك فقد أعلنَ قادة المناطق الشرقيّة الناطقة بالروسية في أوكرانيا استمرار ولائهم ليانوكوفيتش، وهو ما تسبَّبَ فيما عُرف إعلاميًا باسمِ الاضطرابات الموالية لروسيا عام 2014 في أوكرانيا. أعقبَ تلك الاضطرابات ضمُّ روسيا لشبه جزيرة القرم في آذار/مارس 2014، ثم اندلعت الحرب في دونباس وذلك في نيسان/أبريل 2014 في الوقتِ الذي كانت تعملُ فيه روسيا على دعمِ أو حتى إنشاء «شبه دول» داخل الأراضي الأوكرانيّة ويتعلّق الأمر «بجمهوريتي» دونيتسك ولوهانسك الشعبيتين.
وافقَ الرئيس الأوكراني فولوديمير زيلينسكي في 14 أيلول/سبتمبر 2020 على استراتيجيّة الأمن القومي الجديدة لأوكرانيا والتي تنصُّ «على تطويرِ شراكة مميّزة مع الناتو بهدف الحصول على عضويّة داخل الحلف». وقَّع زيلينسكي في 24 آذار/مارس 2021 المرسوم رقم 117/2021 بالموافقة على «استراتيجيّةِ إنهاء الاحتلال وإعادة دمج [استرجاع] الأراضي المحتلّة لجمهورية القرم المتمتعة بالحكم الذاتي ومدينة سيفاستوبول».
نشر بوتين بعدها وتحديدًا في تموز/يوليو 2021 مقالًا بعنوان «الوحدة التاريخية للروس والأوكرانيين» (بالروسية: историческом единстве русских и украинцев)، أعاد فيه تأكيد وجهة نظرهِ القائلة بأنَّ الروس والأوكرانيين هم «شعبٌ واحدٌ». وصفَ حينها المؤرخ الأمريكي المعروف تيموثي سنايدر أفكار بوتين بأنّها إمبريالية، فيمَا وصفها الصحفي البريطاني إدوارد لوكاس بأنها تعديلٌ تاريخيّ. لاحظ مراقبون آخرون أنَّ لقيادة الروسية لديها ما يُشبه «الرؤية المشوَّهة» لأوكرانيا الحديثة وتاريخها.
قالت روسيا إنَّ انضمام أوكرانيا المحتمَل إلى الناتو وتوسيع الحلف بشكلٍ عامٍ يُهدّدان أمنها القومي. بدورها اتهمت أوكرانيا والدول الأوروبية الأخرى المجاورة لروسيا الرئيس بوتين بمحاولة استعادة الإمبراطورية الروسية/الاتحاد السوفيتي واتباع سياسات عسكريّة عدوانيّة.

أعضاء منظمة معاهدة الأمن الجماعي
أعضاء حلف شمال الأطلسي
الدول المتضررة من النزاع [النزاعات] الإقليميّة (جورجيا وأوكرانيا)
مناطقٌ متنَازَعٌ عليها (أبخازيا، القرم، دونيتسك، لوغانسك، أوسيتيا الجنوبية)

## التصعيد الأول (مارس – أبريل 2021)

### التعزيزات العسكرية الروسية الأولى
في 3 مارس 2021، أفاد انفصاليون من جمهورية دونيتسك الشعبية المعلنة ذاتيًا (دولة نصبت نفسها بنفسها) بأنهم منحوا الإذن باستخدام «نيران وقائية لتدمير» المواقع العسكرية الأوكرانية. ندد ليونيد كرافتشوك رئيس الوفد الأوكراني لمجموعة الاتصال الثلاثية حول أوكرانيا بهذه الحركة لكونها خرقًا لبروتوكول مينسك. في 16 مارس، دورية تابعة لخدمة حرس الحدود الحكومية في أوكرانيا في سومي أوبلاست (مقاطعة) مروحية ميل مي-8 تحلق من روسيا وتعدت مسافة 50 مترًا داخل الأراضي الأوكرانية قبل عودتها إلى المجال الجوي الروسي. بعد 10 أيام، أطلقت قوات روسية قذائف هاون على مواقع أوكرانية بالقرب من قرية شومي، ما عن مقتل 4 جنود أوكرانيين. رفضت روسيا تجديد اتفاق وقف إطلاق النار في دونباس في 1 أبريل.
ابتداءً من 16 مارس، بدأ الناتو سلسلة من التدريبات العسكرية المعروفة باسم «ديفيندر يوروب 2021». اشتملت التدريبات العسكرية، وهي إحدى أكبر التدريبات العسكرية التي يقودها الناتو في أوروبا منذ عقود، على عمليات شبه متزامنة شملت أكثر من 30 منطقة تدريب في 12 دولة، وشملت 28 ألف جندي من 27 دولة. انتقدت روسيا حلف شمال الأطلسي (الناتو) لعملية ديفيندر يوروب 2021. نشرت روسيا قوات على حدودها الغربية لإجراء مناورات عسكرية ردًا على أنشطة حلف شمال الأطلسي العسكرية.
في 24 مارس، وقع الرئيس الأوكراني فولوديمير زيلينسكي المرسوم 117/2021 الذي صادق على «إستراتيجية إزالة الاحتلال وإعادة الإدماج» للأراضي التي تحتلها روسيا من جمهورية القرم المتمتعة بالحكم الذاتي ومدينة سيفاستوبول.
بحلول 30 مارس، كشف العقيد روسلان خومشاك، القائد العام للقوات المسلحة الأوكرانية، عن تقارير استخباراتية تشير إلى قيام القوات المسلحة الروسية بحشد قوات عسكرية على الحدود مع أوكرانيا تحضيرًا لعملية زاباد 2021. تموضعت 28 مجموعة تكتيكية من الكتائب الروسية على طول الحدود الروسية-الأوكرانية وفي الأراضي التي تحتلها روسيا (شبه جزيرة القرم وروستوف وبريانسك وفورونيج). حسب كومتشاك، شكل هذا الحشد «تهديدًا خطيرًا) لأوكرانيا. عبّر دميتري بيسكوف، المتحدث باسم فلاديمير بوتين، عن عدم موافقته على التصريحات الأوكرانية، مدعيًا أن الحركات العسكرية «لا تشكل أي مصدر للقلق» بالنسبة للبلدان المجاورة. وعوضًا عن ذلك، اتخذت القرارات للتعامل مع مسائل تخص «الأمن القومي».
في الفترة بين أواخر مارس وأوائل أبريل، نقل الجيش الروسي كميات كبيرة من الأسلحة والمعدات من غرب روسيا ووسطها، ومناطق بعيدة مثل سيبيريا، إلى شبه جزيرة القرم المحتلة ومنشأة بوغونوفو التدريبية على بعد 17 كيلومترًا إلى الجنوب من فورونيج. نشرت مصادر روسية غير رسمية، لا سيما في قناة تيليجرام الشعبية «ميليتاري أوبزيرفر» (التابعة لقوات الأمن الروسية)، شريط فيديو لطائرة مروحية هجومية روسية من طراز كاموف كا-52 وميل مي-28. أكدت المصادر الأصلية أن الرحلة الجوية حصلت على الحدود الروسية-الأوكرانية.

### استمرار العنف والتصعيد
أطلقت وسائل إعلام روسية وموالية للكرملين مزاعم في 3 أبريل تتهم فيها طائرة أوكرانية بدون طيار بهجوم تسبب في وفاة طفل في الجزء الذي تحتله روسيا من دونباس. إلا أنه لم ترد أية تفاصيل أخرى حول الحادث. يرى فياتشيسلاف فولودين، رئيس مجلس الدوما الروسي، أنه على القادة الأوكرانيين «تحمل مسؤولية الوفاة»، مقترحًا استبعاد أوكرانيا من مجلس أوروبا. في 5 أبريل، أرسل الممثلون الأوكرانيون للمركز المشترك للمراقبة والتنسيق مذكرة إلى بعثة المراقبة الخاصة في أوكرانيا التابعة لمنظمة الأمن والتعاون في أوروبا حيال النوايا الروسية لتزوير الاتهامات. في اليوم التالي، أكدت البعثة وفاة طفل في منطقة دونباس التي تحتلها روسيا، ولكنها فشلت في إيجاد صلة بين ما يسمى «غارة الطائرة الأوكرانية بدون طيار» ووفاة الطفل.

## الرد الدبلوماسي
في 16 نوفمبر دعا الأمين العام لحلف الناتو ينس ستولتنبرغ الغرب إلى إرسال «إشارة واضحة تدعو إلى الحد من التوتر وتجنب أي تصعيد في أوكرانيا وحولها». وأضاف ستولتنبرغ أن التحالف يسجل «تركيزًا غير عادي» للقوات الروسية بالقرب من الحدود الأوكرانية. في 15 نوفمبر أعرب القائم بأعمال وزير الخارجية الألماني هايكو ماس ووزير الخارجية الفرنسي جان إيف لودريان عن قلقهما في بيان مشترك بشأن «تحركات القوات والمعدات العسكرية الروسية بالقرب من أوكرانيا»، داعين الجانبين إلى «ضبط النفس». في الوقت نفسه أكد السكرتير الصحفي للبنتاغون جون كيربي أن الولايات المتحدة تواصل رصد «نشاط عسكري غير عادي» للاتحاد الروسي بالقرب من حدود أوكرانيا، وناقش رئيس وزارة الخارجية أنطوني بلينكين التقارير عن «نشاط عسكري روسي» في المنطقة مع جان إيف لودريان. أفادت الأنباء أن الولايات المتحدة تناقش فرض عقوبات مع الحلفاء الأوروبيين في حالة «العدوان الروسي».
بالعودة إلى أوائل نوفمبر ذكرت المخابرات الأوكرانية أن المعلومات المتعلقة بنقل قوات روسية إضافية إلى الحدود الأوكرانية لم تكن أكثر من «عنصر ضغط نفسي». بعد أسبوع أقر مكتب رئيس أوكرانيا فلاديمير زيلينسكي أن الاتحاد الروسي يعزز «مجموعات محددة من القوات» بالقرب من الحدود. حث وزير الخارجية الأوكراني دميتري كوليبا باريس وبرلين على الاستعداد «لسيناريو عسكري» محتمل لأعمال روسيا في الاتجاه الأوكراني.
على هذه الخلفية كثفت أوكرانيا بشكل حاد جهودها الدبلوماسية. في 15 نوفمبر ناقش فلاديمير زيلينسكي ورئيس المجلس الأوروبي تشارلز ميشيل «الوضع الأمني على طول حدود أوكرانيا». في نفس اليوم أجرى ديمتري كوليبا محادثات حول نفس القضايا في بروكسل. ذهب الرئيس الجديد لوزارة الدفاع أليكسي ريزنيكوف إلى واشنطن حيث التقى في 18 نوفمبر بوزير الدفاع الأمريكي لويد أوستن. في 16 نوفمبر زار وزير الدفاع البريطاني بن والاس كييف. وفقًا لصحيفة ذا ميرور فقد تم تشكيل وحدة استجابة سريعة موحدة من حوالي 600 مقاتل في المملكة المتحدة لنقلها إلى أوكرانيا.

## التصعيد العسكري
في 21 نوفمبر أفاد رئيس مديرية الاستخبارات الرئيسية بوزارة الدفاع الأوكرانية كيريل بودانوف بأن روسيا ركزت حسبما يُزعم أكثر من 92.000 جندي وأنظمة الصواريخ الباليستية قصيرة المدى إسكندر بالقرب من الحدود الأوكرانية. قال بودانوف إن روسيا تقف وراء الاحتجاجات ضد التطعيم ضد كوفيد 19 في كييف والتجمعات الأخرى في أوكرانيا، وهذا تحضير لغزو عسكري واسع النطاق. وبحسب بودانوف فإن روسيا بحاجة للاحتجاجات حتى لا يقاومها السكان الأوكرانيون أثناء العملية العسكرية، معتقدين أن السلطات الأوكرانية قد خانتها: «يريدون تنظيم مسيرات واحتجاجات لإظهار أن الناس ضد الحكومة»، قال في مقابلة «إنهم يحاولون إثبات أن حكومتنا تخون الناس». وفقًا لرئيس المخابرات الأوكرانية تحاول روسيا إقناع الأوكرانيين بتغيير سلطتهم بأنفسهم، وإذا لم ينجح الأمر «سيتدخل الجيش». وفقًا لبودانوف ينبغي توقع الإجراءات النشطة في يناير - فبراير 2022.
تتهم موسكو بدورها أوكرانيا بارتكاب أعمال عدوانية. قالت الممثلة الرسمية لوزارة الخارجية الروسية ماريا زاخاروفا في 25 نوفمبر إن السلطات الأوكرانية تصعد التوترات في دونباس وتقوم بأعمال هجومية هناك في بعض المناطق: حل قوي للأزمة الأوكرانية الداخلية والوضع في منطقة الصراع آخذ في التصاعد ولا تزال المعلومات ترد حول استخدام الأسلحة المحظورة بموجب حزمة تدابير مينسك، والتي تزود أوكرانيا بها دول الناتو. وهي تعتقد أن القيادة الأوكرانية من خلال القيام بذلك تحاول «تحويل الانتباه عن تدهور الوضع الاجتماعي والاقتصادي والسياسي في البلاد... وتحويل هذا الاهتمام إلى بعض التهديدات المؤقتة من الخارج».
تبدو التصريحات القاسية من كييف وموسكو على خلفية الجمود في جميع منصات التفاوض الحالية. لا توجد اتصالات ضمن صيغة نورماندي وليس من المتوقع على أي مستوى: لن تكون هناك قمة، ووزراء الخارجية لم يتمكنوا بعد من تنسيق الاجتماع ولم يتواصل المستشارون السياسيون منذ سبتمبر. في مجموعة الاتصال الثلاثية تنحصر المفاوضات في مناقشة ما إذا كانت روسيا طرفًا في النزاع أم لا. في 15 نوفمبر وقع فلاديمير بوتين مرسومًا بشأن تقديم الدعم الإنساني لسكان بعض المناطق في منطقتي دونيتسك ولوهانسك في أوكرانيا.
في 1 ديسمبر اتهمت روسيا أوكرانيا بنشر نصف جيشها حوالي 125.000 جندي في دونباس لمواجهة الانفصاليين الموالين لروسيا. في 3 ديسمبر انتقد الرئيس بوتين أوكرانيا لاستخدامها طائرة بدون طيار تركية الصنع ضد الانفصاليين الموالين لروسيا في دونباس، قائلاً إن هذه الخطوة تنتهك اتفاقيات مينسك للسلام. في 3 ديسمبر قال وزير الدفاع الأوكراني أليكسي ريزنيكوف متحدثًا أمام نواب البرلمان الأوكراني: «هناك احتمال حدوث تصعيد واسع النطاق من جانب روسيا، وهو الوقت الأرجح لتحقيق الاستعداد للتصعيد سيكون نهاية شهر يناير». صرح رئيس الأركان العامة الروسية فاليري جيراسيموف أن «تسليم طائرات هليكوبتر وطائرات بدون طيار من الناتو إلى أوكرانيا يدفع السلطات الأوكرانية إلى اتخاذ خطوات صارمة وخطيرة. وأي استفزازات من جانب السلطات الأوكرانية عن طريق الإجبار سيتم قمع تسوية مشاكل دونباس».
في 24 فبراير 2022، بدأ الرئيس الروسي فلاديمير بوتين بشن «عملية عسكرية روسية» في إقليم دونباس، شرقي أوكرانيا. وخلال ساعات من الغزو الروسي لأوكرانيا أعلنت روسيا تدمير كافة أنظمة الدفاع الجوي للقوات المسلحة الأوكرانية.